# Verrières (Aveyron)
 Verrières  (en occitano Verrièiras) es una población y comuna francesa, situada en la región de Mediodía-Pirineos, departamento de Aveyron, en el distrito de Millau y cantón de Saint-Beauzély.

## Demografía
| 399 | 368 | 338 | 351 | 334 | 342 |
| Para los censos de 1962 a 1999 la población legal corresponde a la población sin duplicidades (Fuente: INSEE [Consultar]) |     |     |     |     |     |